# Trage Wegen
Trage Wegen is een Vlaamse vzw die ijvert voor het heropenen, behouden, herstellen en ontwikkelen van voet-, ruiter- en fietspaden (samen bekend als trage wegen). De organisatie stelt zich tot doel om buurtwegen, veldwegen, kerkpaden, holle wegen, oude spoorbeddingen en jaagpaden te herwaarderen. Trage Wegen vzw telt meer dan 50 lidorganisaties en is op haar beurt onder meer aangesloten bij Bond Beter Leefmilieu, Netwerk Duurzame Mobiliteit en Herita.

## Geschiedenis
De geschiedenis van Vzw Trage Wegen gaat terug op een aantal initiatieven van verenigingen en burgers die halverwege de jaren 1990 bezorgd waren over de vaststelling dat er trage wegen verdwenen. Op dat ogenblik bestond de term 'trage wegen' echter nog niet. Die werd gelanceerd door toerismejoernalist Paul Maes met zijn publicatie 'Langs trage wegen'.
In 2002 werd de vereniging opgericht door Natuurpunt, Bond Beter Leefmilieu en een aantal particulieren. Trage Wegen kreeg daarbij de steun van veel nationale en plaatselijke organisaties, zoals van Pasar (het vroegere Vakantiegenoegens van het ACW), Scouts en Gidsen Vlaanderen, Wandelsport Vlaanderen, TreinTramBus en GR-paden, aangevuld met de regionale landschappen uit de vijf Vlaamse provincies. 
Bij de realisatie van trage wegen is de steun van de plaatselijke overheid meer dan noodzakelijk, alsook de hulp van tal van vrijwilligers. De uitgave van een praktijkboek en opleiding van gemeente-ambtenaren zijn een deel van de begeleiding. Ondertussen hebben een aantal gemeenten hun wegen voorzien van wegwijzers en met een eigen brochure bekendgemaakt, zoals in Asse, Dilbeek, Tervuren, Dendermonde, Destelbergen, Gent, Oud-Turnhout, Laarne, Riemst, Hooglede-Gits, Kampenhout, Wetteren, Merelbeke, Bottelare en Munte, en Rotselaar. De vzw doet aan vorming en brengt hun streven onder de aandacht van de Vlaamse overheid.
Elk jaar tijdens het 3de weekend van oktober organiseert de organisatie met de Dag van de Trage Weg een actiedag om de werking te promoten in samenwerking met de Waalse zustervereniging Tous à Pied.